# 女傑
| ウィキペディアには「女傑」という見出しの百科事典記事はありません（タイトルに「女傑」を含むページの一覧/「女傑」で始まるページの一覧）。 代わりにウィクショナリーのページ「女傑」が役に立つかもしれません。 |